# 杜什科·马尔科维奇
杜什科·馬爾科維奇（1958年7月6日—），蒙特內哥羅政治人物，2016年至2020年出任蒙特內哥羅總理。

## 簡介
1958年7月6日，馬爾科維奇在蒙特內哥羅莫伊科瓦茨（時為南斯拉夫一部分）出生，屬蒙特內哥羅族人。他在莫伊科瓦茨的小學和中學就讀，並在塞爾維亞克拉古耶瓦茨的法律學院畢業。